# 賨城縣
賨城縣，隋代設置的縣。
梁置始安縣，隋開皇十八年改為賨城縣，屬宕渠郡，唐武德元年復改為始安縣，又分置賨城縣。武德八年，省賨城縣入流江縣。